# 大和昌平
大和 昌平（やまと しょうへい、1955年 - ）は、日本の牧師、神学校教師。東京基督教大学教授・神学部長、東京基督神学校教師、聖書宣教会講師、共立基督教研究所所員、日本印度学仏教学会員、2011/10～ 日本思想史学会、2011/10～ 比較思想学会、2008/06～ 日本宣教学会、2005/04～ 日本福音主義神学会。

## 経歴
- 大阪府生まれ。
- 1979年 関西大学法学部政治学科卒
- 1984年 東京基督神学校卒
- 1987年 佛教大学文学部仏教学科卒、
- 1991年 大学院（仏教学専攻、文学修士）*1994/03 佛教大学大学院 文学研究科 仏教学専攻 博士課程単位取得満期退学
- 1984/04～2009/03 福音交友会京都聖書教会 牧師
- 2005/04～ 東京基督教大学 神学部 神学科 教授
- 2014/04～ 東京基督教大学 神学部 学部長*2017/12～東京基督教大学学長代行
- 2018/04～ 東京基督教大学 副学長（教育・学生支援担当）

## 著書
- 『牧師が読みとく般若心経の謎』、実業之日本社、2007年、著者紹介の項目を参照
- 「不干斎ファビアン研究(1)」『基督神学』2007年